# Eduard Bernstein
Eduard Bernstein (Berlino, 6 gennaio 1850 – Berlino, 18 dicembre 1932) è stato un politico, filosofo e scrittore tedesco, teorico del revisionismo del marxismo.

## Biografia
Bernstein nacque a Berlino da una famiglia ebrea di origine polacca, che frequentava la sinagoga riformata della Johannistrasse, dove il servizio religioso si teneva la domenica. Suo padre era un macchinista di locomotive. Dal 1866 al 1878, dopo aver lasciato la scuola, Bernstein lavorò come impiegato di banca.
Nel 1872 aderì al Partito Socialdemocratico dei Lavoratori (SDAP), d'ispirazione marxista e fondato da August Bebel e Wilhelm Liebknecht pochi anni prima ad Eisenach – e perciò anche noto come partito eisenachiano –, poi fusosi con l'Associazione Tedesca dei Lavoratori (ADAV, d'ispirazione lassalliana) durante il Congresso di Gotha (1875) nel Partito Socialista dei Lavoratori di Germania (SADP), il quale nel 1890 assunse la sua denominazione attuale, Partito Socialdemocratico di Germania (SDP).
Nel 1878, Bernstein andò a Zurigo, dove fu editore dal 1881 fino al 1890 di Der Sozialdemokrat, principale organo clandestino del partito durante la vigenza della legislazione antisocialista.
Trasferitosi a Londra, vi soggiornò dal 1888 al 1901 conoscendo così il coautore del Manifesto del Partito Comunista, il tedesco Friedrich Engels, e approfondendo la conoscenza delle teorie sulla società ed economia capitalista e sull'avvento del comunismo sviluppate da Engels e da Karl Marx. Fu apprezzato da Engels, che ne elogiò la competenza economica, contrapponendola alla pedanteria di Karl Kautsky, e lo nominò proprio esecutore testamentario.
Nel 1891 Bernstein fu uno dei redattori del Programma di Erfurt, di cui stese in particolare la seconda parte, quella pratica sui fini del partito, in cui si chiariva che il Partito intendeva perseguire i propri obiettivi attraverso la partecipazione politica legale piuttosto che attraverso l'attività rivoluzionaria.
Dopo la morte di Engels nel 1895, Bernstein sviluppò una propria teoria revisionista per la realizzazione del regime socialista, fondata su un approccio graduale e riformista, piuttosto che rivoluzionario.
Membro del Reichstag dal 1902 al 1906 e dal 1912 al 1918, nel 1917 fu tra i fondatori del Partito Socialdemocratico Indipendente di Germania (USPD), che riuniva tutti i socialdemocratici contrari alla guerra mondiale, dai gradualisti come lui, ai "centristi" come Kautsky, ai rivoluzionari come Karl Liebknecht e Rosa Luxemburg. Rimase membro dell'USPD fino al 1919, quando tornò nella SPD.
Dal 1920 al 1928 Bernstein fu di nuovo deputato al Reichstag e partecipò attivamente alla revisione teorica della SPD attraverso il determinante contributo all'elaborazione del Programma di Görlitz nel 1921. Si ritirò dalla vita politica nel 1928.
Bernstein morì il 18 dicembre 1932 a Berlino, nella casa di Bozener Straße 18, nel quartiere in cui era nato, e doveva viveva dal 1918. È sepolto nel cimitero di Eisackstraße, nel quartiere di Schöneberg.

## Il pensiero politico
Tra il 1891 e il 1893, Eduard Bernstein si dedicò alla confutazione delle tesi che la critica borghese avanzava nei confronti delle idee marxiane.
In quel periodo ad esempio scrisse una serie di articoli sulla Neue Zeit in difesa del marxismo contro le critiche degli economisti socialisti non marxisti, i cosiddetti "socialisti della cattedra", guidati da Lujo Brentano Egli sosteneva che la "legge ferrea dei salari" (secondo cui i salari non possono aumentare e sono condannati a rimanere al livello minimo di sopravvivenza) era stata valida solo per un certo periodo: non lo era stata prima del capitalismo quando esistevano le associazioni di compagnonnage, e non lo era più grazie all'opera dei sindacati e degli interventi statali, che avevano di fatto abolito la libera concorrenza tra i lavoratori. Bernstein ribatté che gli effetti dell'azione sindacale sul livello salariale si sarebbero dimostrati insufficienti quando fosse subentrata la crisi: la conseguente crescita di disoccupati avrebbe esercitato una pressione tale da riportare i salari a livelli di sussistenza; dati i limiti dell'azione sindacale, la socializzazione dei mezzi di produzione sarebbe la sola possibilità per l'emancipazione definitiva della classe lavoratrice.

### Il revisionismo

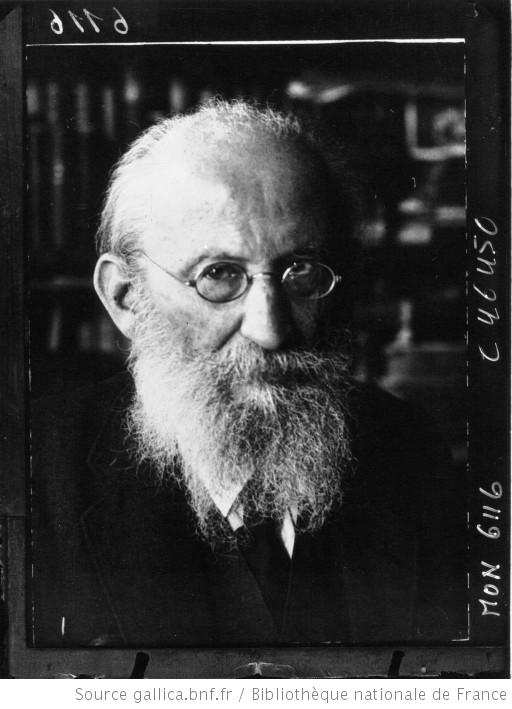
Eduard Bernstein nel 1932, pochi mesi prima di morire

Questa esperienza lo segnò a tal punto che qualche anno dopo Bernstein mise in discussione le teorie di Marx ed Engels, nella convinzione che lo sviluppo produttivo si sarebbe evoluto su binari diversi da quelli ipotizzati da Marx, e le contraddizioni insite nel capitalismo non avrebbero portato al suo crollo, come invece predetto dai due filosofi tedeschi. Dopo la morte di Engels, e più precisamente dal 1896, iniziò a pubblicare sulla Neue Zeit una serie di articoli sui Problemi del socialismo, nei quali sottopose ad esame critico le teorie di Marx e del marxismo ortodosso; nel 1899 pubblicò quindi l'opera che sistematizzò il revisionismo, I presupposti del socialismo e i compiti della socialdemocrazia.
In questi testi Bernstein si proponeva innanzitutto di superare la scissione tipica della socialdemocrazia fra la teoria radicalrivoluzionaria del programma "massimo" e la prassi gradualista del programma "minimo"; inoltre intendeva rivedere i presupposti del marxismo, che erano stati criticati dagli economisti borghesi e confutati dalla stessa esperienza degli anni successivi alla morte di Marx.
Fra i dati empirici che secondo Bernstein smentivano le tesi marxiste vi era innanzitutto la diffusione dell'azionariato: se è vero, come diceva Marx, che le imprese si concentrano sempre più in pochi colossi, è peraltro vero che l'azionariato di questi grandi gruppi è sempre più diffuso.
Un altro fenomeno non previsto da Marx era il permanere dei ceti medi (che anzi in alcuni settori erano in aumento) e delle piccole e medie imprese.
La terza osservazione che, sempre secondo Bernstein, dimostrava l'inattualità delle tesi di Marx era il fatto che gli accordi fra grandi gruppi industriali avessero permesso di attenuare la durezza delle crisi economiche. Poiché le crisi erano crisi di sovrapproduzione, Bernstein elogiava i cartelli perché al loro interno le imprese concordavano una limitazione della produzione, che serviva ad evitare l'aggravarsi della crisi.
Nonostante questi fatti, Bernstein si rendeva conto delle contraddizioni dell'economia di mercato ed evidenziava come l'apparato industriale sarebbe stato in grado di produrre beni per assicurare a tutti un'esistenza dignitosa, ma i bassi salari non permettessero ai lavoratori di comprare quegli stessi beni. Con la duplice conseguenza che le imprese soffrivano le crisi di sovrapproduzione, ed i lavoratori vivevano nella miseria.
A queste contraddizioni economiche si aggiungeva un'ulteriore contraddizione, quella fra la raggiunta eguaglianza politica (sancita dal suffragio universale maschile) e le persistenti diseguaglianze economiche, che attraverso i bassi livelli salariali e l'insicurezza del posto di lavoro tenevano in condizione di dipendenza la maggioranza della popolazione.
Per i tre motivi sopra elencati Bernstein non credeva che si sarebbe usciti da queste contraddizioni grazie al "crollo" del capitalismo previsto da Marx. Riteneva invece che l'unica strada verso il socialismo fosse quella di costruire la democrazia. E in questa prospettiva considerava la democrazia e la socialdemocrazia come una continuazione del liberalismo, di cui lodava l'abolizione della servitù della gleba e della schiavitù:
Bernstein rivolgeva perciò l'attenzione ad un percorso graduale fatto di progressivi cambiamenti, itinerario che avrebbe dovuto occupare la socialdemocrazia nell'elaborazione teorica e nella formulazione di un programma di conquiste sociali. Il suo pensiero al proposito è sintetizzato nella sua massima “il movimento è tutto, il fine è nulla”.
L'esito del socialismo nei tempi lunghi avrebbe dovuto essere la socializzazione dei mezzi di produzione e la trasformazione delle forme statuali del momento, con la conseguente progressiva scomparsa delle classi sociali. Ma così come avvenuto nel passaggio fra feudalesimo e sistema di accumulazione capitalistica, il trapasso da capitalismo a socialismo avrebbe dovuto vedere tappe intermedie che non influenzassero negativamente il processo produttivo, evitando anche il fenomeno della burocratizzazione che Bernstein intravedeva come pericolo nel caso di un passaggio improvviso e radicale. Inoltre, per Bernstein l'impreparazione della classe operaia al momento le impediva un rovesciamento violento dei rapporti di forza e la gestione di nuove forme di governo.
Le sue dottrine gradualiste derivavano anche da una visione ottimistica della società, nella quale anche strati della borghesia avrebbero secondo il filosofo condiviso l'ideale socialista; e pertanto il processo verso il socialismo avrebbe dovuto svolgersi nell'alveo della democrazia incardinata nel suffragio universale, attraverso battaglie da condurre in Parlamento, attraverso alleanze con partiti non di matrice operaia e contando sui progressi tecnologici nel campo delle comunicazioni (in particolare il telegrafo) che avrebbero permesso la riduzione delle crisi speculative.
Per rendere democratica l'economia Bernstein pensava all'opera dei sindacati, delle commissioni d'arbitrato industriali, delle camere del lavoro, e inoltre agli istituti previdenziali gestiti dai lavoratori e alle cooperative di consumo e di produzione.
La sua visione era contraria a qualsiasi forma di violenza. Le uniche prove di forza erano per Bernstein ammesse nel quadro dell'instaurazione di un regime democratico. Perciò rifiutava la dittatura del proletariato, la rivoluzione e le forme sterilmente ribellistiche, ma era convinto che fosse necessaria un'incisiva e coerente iniziativa per le vie parlamentari.
Nonostante le evidenti divergenze dal marxismo ortodosso, Bernstein non riteneva di essere un "deviazionista". Egli infatti riteneva di essere rimasto fedele al metodo "scientifico" di Marx ed Engels, pensava cioè che se il marxismo era la "scienza dello sviluppo storico oggettivo" doveva confrontarsi con la mutata realtà sociale. Accusava invece i suoi critici di accettare in modo dogmatico le tesi di Marx, e in questo modo di rinunciare al "carattere scientifico" del marxismo.

### Critiche filosofiche ed economiche a Marx
La critica di Bernstein a Marx toccava anche alcuni aspetti più filosofici, in quanto accusava il pensiero di Marx di contenere alcune rigidità e dogmatismi, eredità dell'impostazione hegeliana. La prima di queste "eredità" era una visione della storia che procede per contraddizioni che si inaspriscono fino ad arrivare alla rivoluzione violenta. Bernstein, invece, riteneva possibile anche un'evoluzione meno drammatica dal capitalismo al socialismo. 
La critica all'hegelismo di Marx andava oltre: Bernstein accusava il marxismo di lottare per il socialismo perché esso deve venire, mentre per il teorico del revisionismo si deve lottare per il socialismo perché esso può venire. E a tal proposito, rifacendosi a Friedrich Albert Lange, indicava di rifondare filosoficamente il socialismo sul pensiero di Kant anziché su quello di Hegel.
Un'ultima critica di Bernstein all'ortodossia marxista riguardava la teoria del valore-lavoro, la quale non sembrava a Bernstein necessaria per fondare il socialismo, ritenendola una mera "costruzione intellettuale": così il socialismo avrebbe potuto convivere anche con la teoria marginalista del valore.

## Le critiche a Bernstein
Per più di un anno le tesi di Bernstein erano passate inosservate, finché nel 1897 non furono violentemente attaccate da Aleksandr L'vovič Parvus, allora direttore della Sächsische Arbeiterzeitung. Dopo quelle di Parvus arrivarono le dure critiche degli altri teorici marxisti, in particolare quelle di Karl Kautsky e di Rosa Luxemburg.
Kautsky, la massima autorità del marxismo ortodosso, con il libro Bernstein und das sozialdemokratische Programm del 1899 rispose a Bernstein che il miglioramento delle condizioni era illusorio, perché ciò che contava non era il tenore di vita ma il potere. E Kautsky evidenziava come in realtà il dominio del grande capitale fosse in aumento non solo nei confronti dei lavoratori, ma anche dei piccoli industriali, dei piccoli azionisti delle grandi imprese, degli agricoltori. In conclusione ribadiva la prospettiva rivoluzionaria della socialdemocrazia e si opponeva alla trasformazione della SPD in partito democratico interclassista (e perciò riformista).
Rosa Luxemburg intervenne contro le tesi revisionistiche di Bernstein in due serie di articoli sulla Leipziger Volkszeitung poi pubblicati con il titolo Riforma sociale o rivoluzione? nel 1899. 
Già nel titolo la Luxemburg criticava l'opposizione fra rivoluzione e riforme, ritenendo che le riforme rafforzassero la classe operaia in vista della rivoluzione: accusava invece Bernstein di accontentarsi di riforme che migliorassero le condizioni di vita degli operai, rinunciando all'obiettivo rivoluzionario.
Confutava poi l'interpretazione dei dati su cui si basava Bernstein. Ad esempio osservava che era vero che le piccole e medie imprese continuavano ad esistere, ma rilevava come esse avessero vita molto più breve che in passato. Quanto ai sindacati ed alle cooperative, non credeva che potessero davvero avere la forza di sostituire gli imprenditori e dar vita al socialismo. E neanche la democrazia, secondo la rivoluzionaria polacca, poteva andare oltre i limiti rappresentati dagli interessi del capitale. Pertanto la prospettiva rivoluzionaria rimaneva per la Luxemburg necessaria.
L'esponente della sinistra marxista concludeva affermando che non c'era ormai più differenza tra la visione di Bernstein e il radicalismo borghese e che questa identità era l'essenza dell'opportunismo di Bernstein.
La Luxemburg chiese anche l'espulsione di Bernstein dalla SPD, ma senza risultato. 
Nel marzo 1902 Lenin pubblicò il celebre saggio Che fare?, in cui, fra l'altro, continuava la polemica contro il revisionismo di Bernstein, che anche lui definiva puro "opportunismo politico".

## Riabilitazione
Nelle riflessioni maturate sull'esperienza bolscevica (1917 -1989) e le società che a quell'evento si sono richiamate, (società a capitalismo di stato ed espressioni simili) nel 1995 Michail Gorbačëv ha detto: "Dovremmo pubblicamente riconoscere il grande errore fatto quando, come sostenitori dell'ideologia bolscevica/post-bolscevica, denunciammo la famosa massima di Eduard Bernstein il movimento è tutto, il fine è nulla. Lo chiamammo tradimento del socialismo; ma l'essenza dell'idea di Bernstein era che il socialismo non potrebbe essere compreso come sistema che nasce dall'inevitabile caduta del capitalismo, mentre - per converso - è proprio la graduale realizzazione del principio di eguaglianza e di autodeterminazione, per il popolo, che costituisce una società, un'economia e un paese.”

## Opere principali
- Sozialismus und Demokratie in der grossen englischen Revolution, Stoccarda 1895 (2ª ed., ibid. 1908);
- Die Voraussetzungen des Sozialismus und die Aufgaben der Sozialdemokratie, Stoccarda, Dietz, 1899 (edizione italiana con introduzione di Lucio Colletti: I presupposti del socialismo e i compiti della socialdemocrazia, Bari, Laterza, 1968)
- Zur Geschichte und Theorie des Sozialismus, Berlino 1901;
- Ferdinand Lassalle, Berlino 1919;
- Völkerrecht und Völkerpolitik, Berlino 1919;
- Erinnerungen eines Sozialisten, Berlino 1918;
- Dokumente zum Weltkrieg, Berlino 1919;
- Die Wahrheit über die Einkreisung Deutschlands, Berlino 1920;
- Die deutsche Revolution, ihre Entstehung, ihr Verlauf und ihr Wert, Berlino 1921;
- Der sozialismus einst und Jetzt, Berlino 1922.